# Liste des évêques de Scranton

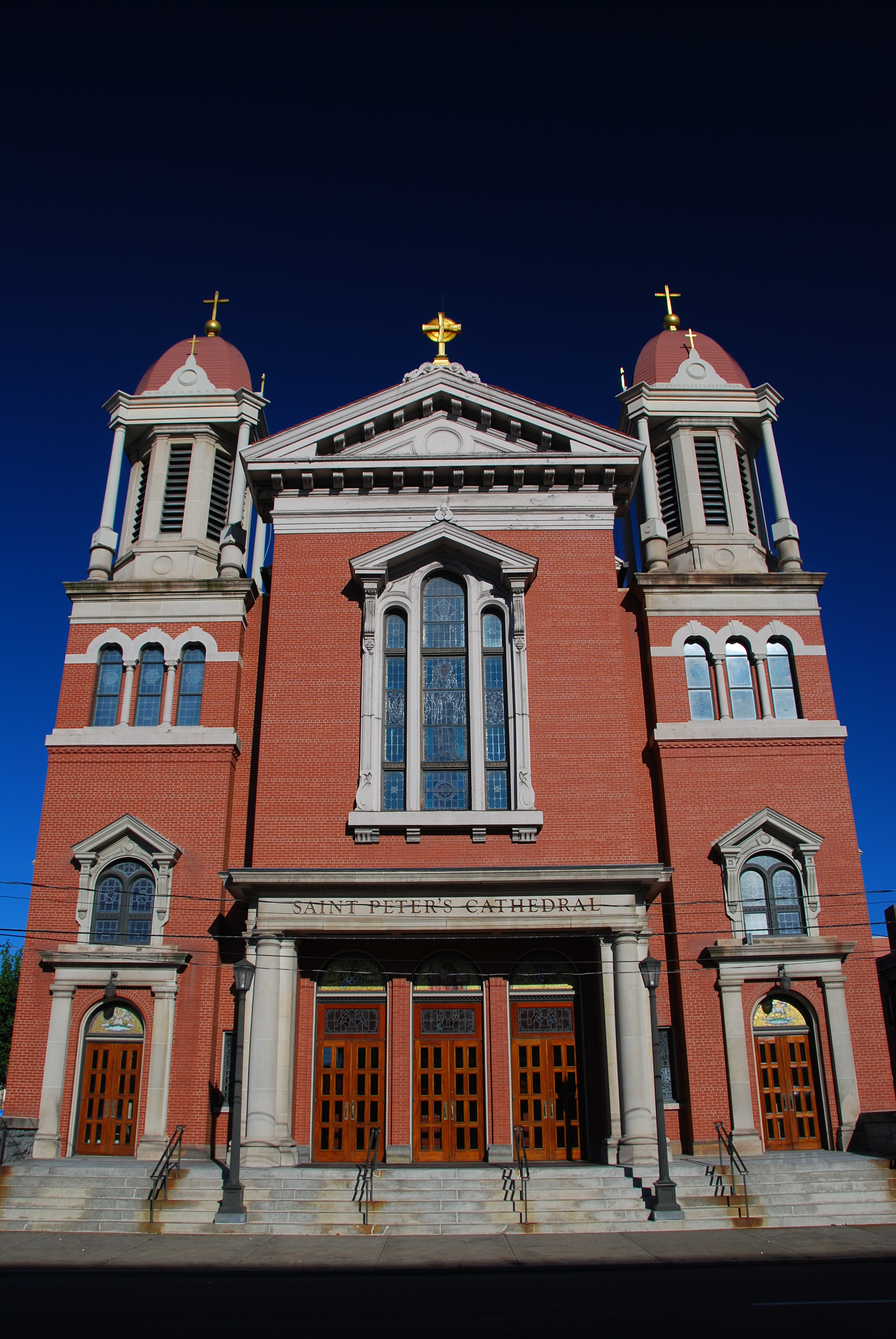
La cathédrale Saint-Pierre de Scranton.

Liste des évêques de Scranton (Dioecesis Scrantonensis).
Le diocèse de Scranton (Pennsylvanie) est créé le 3 mars 1868, par détachement de celui de Philadelphie.

## Évêques
- 3 mars 1868-† 3 février 1899 : William Ier O’Hara
- 3 février 1899-† 13 novembre 1926 : Michaël Hoban (Michaël John Hoban)
- 13 novembre 1926-19 décembre 1927 : siège vacant
- 19 décembre 1927-† 25 mars 1938 : Thomas O’Reilly (Thomas Charles O’Reilly)
- 25 mars 1938-† 12 mai 1954 : William II Hafey (William Joseph Hafey)
- 17 août 1954-† 15 décembre 1965 : Jérôme Hannan (Jérôme Daniel Hannan)
- 4 mars 1966-15 février 1983 : Joseph Ier McCormick (Joseph Carroll McCormick)
- 6 mai 1983-26 janvier 1984 : John O’Connor (John Joseph O’Connor)
- 24 avril 1984-25 juillet 2003 : James Timlin (James Clifford Timlin)
- 25 juillet 2003-31 août 2009 : Joseph II Martino (Joseph Francis Martino)
- depuis le 23 février 2010 : Joseph Bambera (en) (Joseph Charles Bambera)

## Source
- L'Annuaire Pontifical, sur le site http://www.catholic-hierarchy.org, à la page